# 博多の女 (土産菓子)
博多の女（はかたのひと）は、福岡県福岡市東区に所在する株式会社二鶴堂が製造・販売する、博多の土産菓子である。1972年（昭和47年）発売。商品名は北島三郎の1965年の楽曲「函館の女」をはじめとする「◯◯の女（ひと）」シリーズにちなみ、翌1967年には「博多の女」がヒットしたことから、これにあやかったものである。

## 概要
「博多の女」は、山陽新幹線開業の3年前となる1972年に発売された。1970年代には日本人の食生活の洋風化により、バターやチーズなどの乳製品、またそれらを用いた洋菓子が普及したことから、創業者の橋本富市は新製品開発にあたり和洋折衷の菓子を考え、一口サイズのバームクーヘンに和菓子の餡（小豆の半羊羹）を詰めた菓子を考案した。地元の機械メーカーと共同で、焼き上げたバームクーヘンが破れないよう餡を充填できる機械を開発して特許も取得した。
パッケージデザインには発売時から「博多の女」をイメージさせる博多人形の写真を用いており、商品名決定後に創業者の橋本夫妻が市中の博多人形店を見て回り、イメージに合う人形を購入して採用し、当時は珍しかったフルカラー印刷の写真を包装紙とした。また包装紙には博多の伝統を表現した博多絞り模様を用いている。なお発売当初とその後では微妙にパッケージデザインが変化しており、当初は内箱にもフルカラーで人形が印刷されていたがのち省略されピンク単色となり、金色の紐掛けが省略されるなどコストダウンが図られた。また発売当初とは包装紙の人形の顔の向きがやや変わっている。
発売直後より旧国鉄の駅売店「キヨスク」を運営していた鉄道弘済会への納入を開始し、ほどなく1975年（昭和50年）3月10日に山陽新幹線が博多駅まで延伸開業すると、博多駅の土産菓子として全国的に知名度が向上し売上は3倍にも達した。そのため発売時に開発した専用機械では製造が追いつかず、さらなる大量生産に対応した製造機械を導入するに至った。
土産菓子用として、常温保存可能で賞味期限は40日と長めに設定されている。現地で土産菓子として販売されるほか、公式オンラインショップで全国発送にも対応する。2023年まで13年連続でモンドセレクション金賞を受賞している。

## 商品ラインナップ
- 博多の女（6個、10個、20個、30個、40個入）[1]
- 博多の女 あまおう苺ミルク味（6個、10個、20個入） - パッケージデザインはイラストで、苺を手に持った赤いシャツ姿の女性が描かれている[4]
- 博多の女 八女抹茶味（6個、10個、20個入） - 福岡県産の八女茶を使用。パッケージデザインはイラストで、茶の花咲く茶畑を背景に和服姿の女性が描かれている[5]
- 博多の女 ハチミツレモン味（6個、10個、20個入） - 期間限定商品[6]。パッケージデザインは、ASIAN KUNG-FU GENERATIONのジャケットデザインなどで知られる中村佑介による横向きの女性のイラストが黄色いパッケージに描かれている[7]。これは中村のイラストレーターとしての初めての仕事であり[7]、中村は「当時は、小梅ちゃんや萩の月のパッケージデザインで知られる林静一の影響を強く受けて制作した」と自らのブログで述べている[7]。
- 博多の女 詰合せ - 上記4種の詰め合わせ商品（各6個、全24個入）[8]。

### 過去の商品
二鶴堂では「博多の女」のヒットを受け、過去には以下の商品も製造・販売しており、一時期は120を超える「○○の女」の商標を取得していた。
- 薩摩の女 - バームクーヘンに芋羊羹を詰めた菓子[2]
- 長崎の女 - カステラに小豆餡を詰めた菓子[2]
- 宮崎の女 - きな粉餅[2]
- 東京の女、北国の女、琉球の女、コスモスの女、ほか - ラング・ド・シャクッキーなど[2]

### 派生商品
- ロングバームシリーズ - 「博多の女」は、約50cmの長いバームクーヘンを焼き、中身を詰めてから短く切って製造するが[2]、中身を詰めず長いままにした「ロングバームシリーズ」が各種あり、山陽新幹線500系や福岡タワーなどを模した紙箱で包装し、土産菓子として販売される[2]。
「ロングバームシリーズ」にはアニメコラボ商品もあり、『新世紀エヴァンゲリオン』とタイアップした「エヴァ新幹線」（紫の車体色に合わせたブルーベリー味、山陽新幹線の一部駅売店で販売）、『妖怪ウォッチ』とのタイアップ商品として作品内のキャラクターが持つ刀に見立てたもの[注釈 1]などもある。

## テレビCM
蒸気機関車に乗ったバンカラ風の男性を、和服女性が「博多の女」を抱えて追いかけるテレビCMが制作されている。2016年にテレビCMがリニューアルされた。
新作テレビCMでは、蒸気機関車（SLやまぐち号）は客車が更新され、男性は岡澤アキラ、女性は浦郷えりかが同じシチュエーションで登場している。